# متباينة فون نيومان
في نظرية المُعامل، تشير متباينة فون نيومان von Neumann's inequality، (نسبة إلى جون فون نيومان)، إلى أن خريطة حساب التفاضل والتكامل الوظيفية المتعددة الحدود هي في حد ذاتها تقلص بالنسبة للتقلص الثابت T.

## الصيغة
للتقلص T الذي يعمل على فضاء هيلبرت ومتعددة الحدود p، نظيم p(T) مُحددة بالحد العلوي الأصغر supremum لكثيرة الحدود |p(z)| حيث z في قرص الوحدة."

## الإثبات
يمكن إثبات المتباينة من خلال النظر في التمدد الوحدوي لـ T ، والذي يوضح التباين.

## التعميمات
هذه المتباينة هي حالة محددة من تخمين ماتساييف Matsaev's conjecture. وهو لأي متعددة حدود P وتقلص T على {\displaystyle L^{p}}
{\displaystyle ||P(T)||_{L^{p}}\leq ||P(S)||_{\ell ^{p}}}
حيث S هي مُعامل الإزاحة لليمين. متباينة فون نيومان تثبت أن ذلك صحيحا لـ {\displaystyle p=2} ولـ {\displaystyle p=1} و{\displaystyle p=\infty } هذا صحيح عن طريق حساب مباشر.وقد أظهرت دروري S.W. Drury في عام 2011 أن التخمين فشل في الحالة العامة.